# Sanford (Nueva York)
Sanford es un pueblo ubicado en el condado de Broome en el estado estadounidense de Nueva York. En el año 2000 tenía una población de 2.477 habitantes y una densidad poblacional de 10.6 personas por km².

## Geografía
Sanford se encuentra ubicado en las coordenadas 42°4′52″N 75°28′46″O / 42.08111, -75.47944.

## Demografía
Según la Oficina del Censo en 2000 los ingresos medios por hogar en la localidad eran de $33,309, y los ingresos medios por familia eran $40,472. Los hombres tenían unos ingresos medios de $31,344 frente a los $20,365 para las mujeres. La renta per cápita para la localidad era de $17,083. Alrededor del 15.6% de la población estaban por debajo del umbral de pobreza.